# Торговля Русского царства

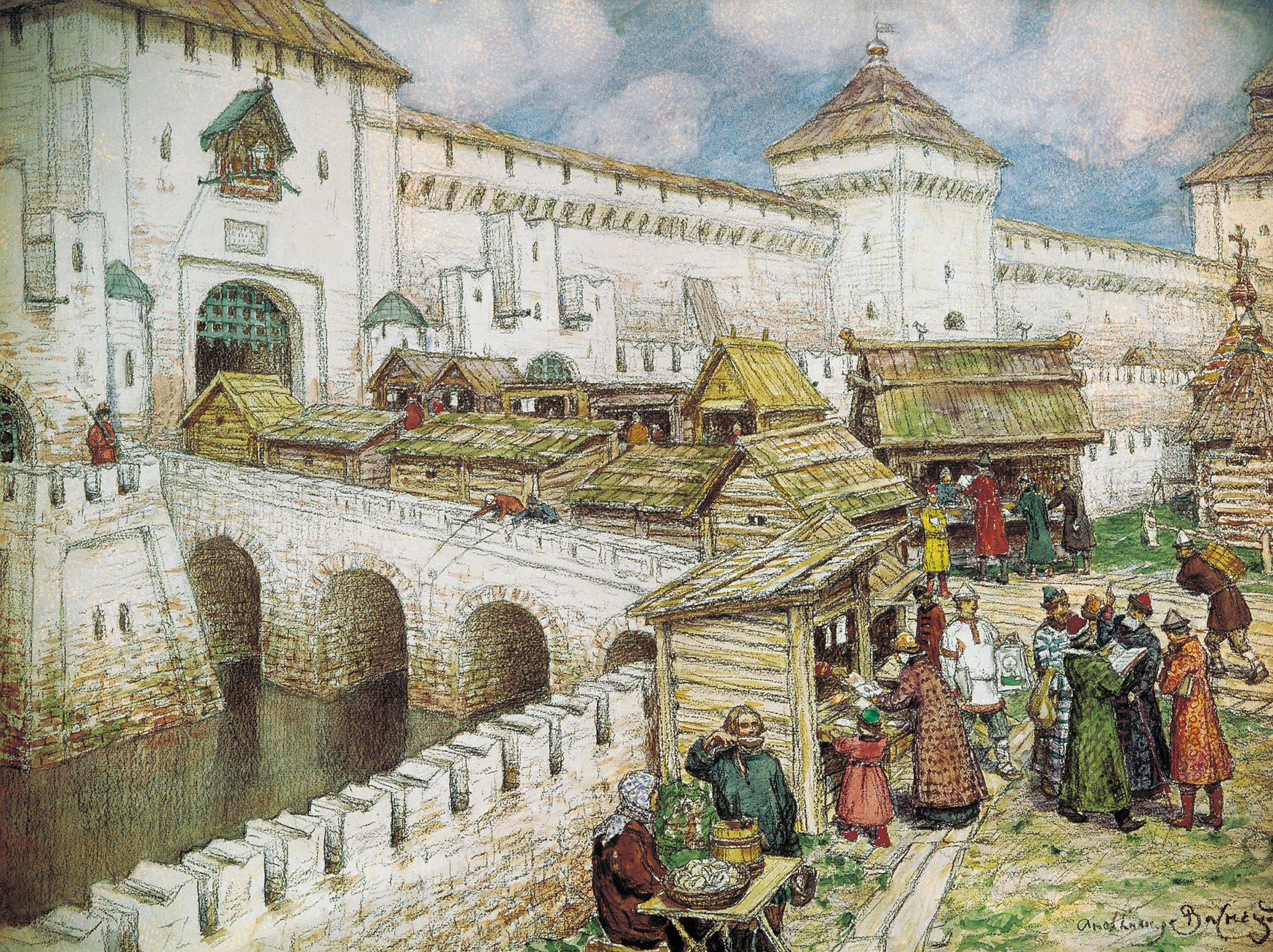
Аполлинарий Михайлович Васнецов. Книжные лавки.

Торговля Московского государства, в основном, оптовая. Розничная торговля — для бедных. Не портящиеся товары (дрова, доски и т. д.) закупались с запасом на год и больше. Большие запасы считались признаком расчётливости и ума. Продовольствие покупалось пудами и бочками.
Оптовая торговля проходила в гостиных дворах. Розничная торговля — в торговых рядах.
Торговыми пунктами были посады. В посадах для торговли предназначались: гостиные и торговые ряды, дворы посадских людей. Во дворах располагались лавки, амбары, погреба.

## Розничная торговля на примере Москвы

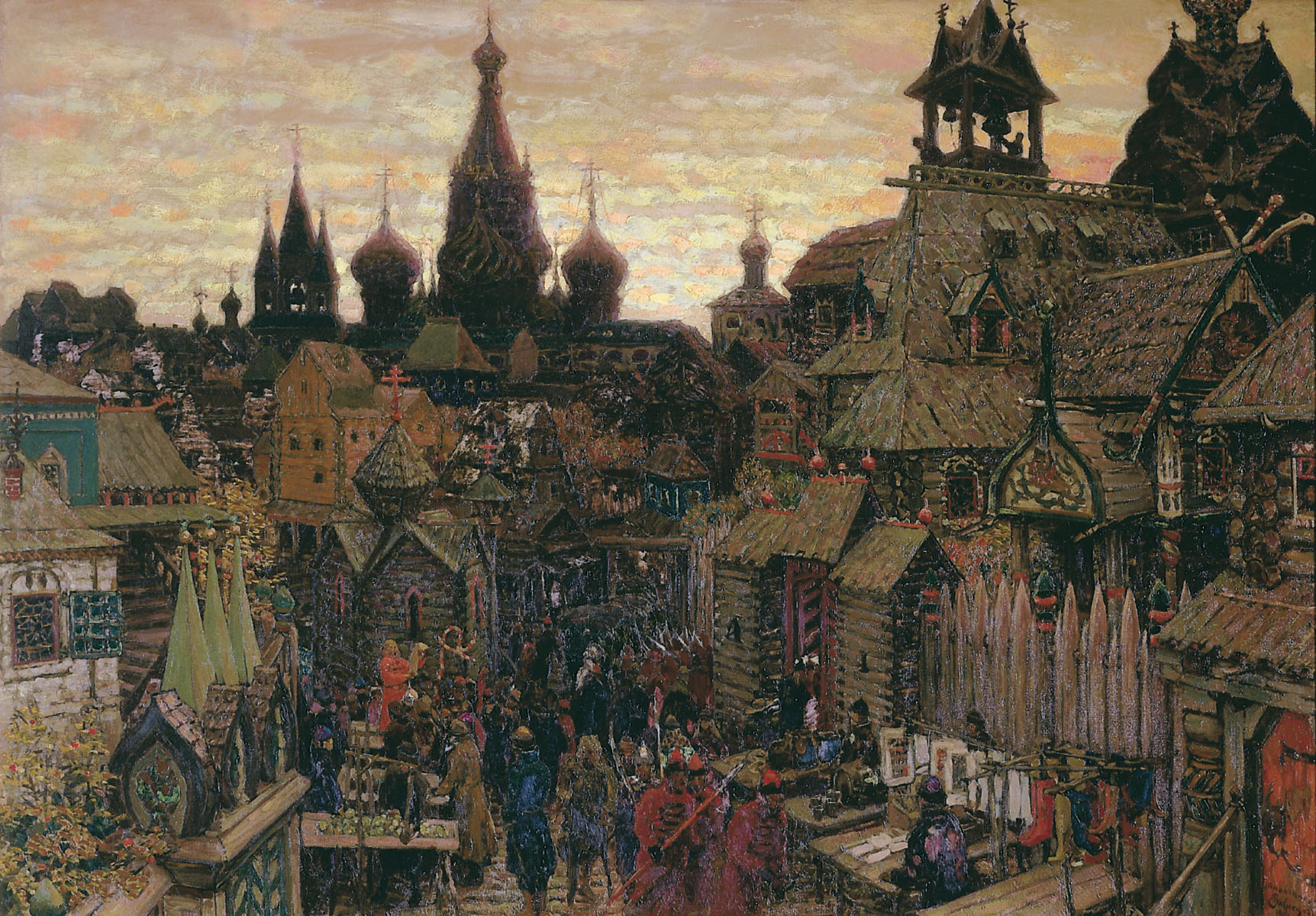
Аполлинарий Михайлович Васнецов. Старая Москва. Улица в Китай-городе начала XVII века. (Товары продаются со столов на улице).

Крупнейшим центром розничной торговли была Москва. В Москве жило множество богатых людей и гостей, поэтому в городе собирались крупные партии товаров, в том числе узорчатых (предметов роскоши). В Москве торговля оживлялась зимой, после привоза иностранных товаров из Архангельска.
Главным торговым местом в Москве был Китай-город. Китай-город был обнесён каменной стеной. Внутри города не было жилых помещений — только торговые лавки. Часть лавок была казённой и сдавалась в оброк, остальные лавки принадлежали частным лицам. В Китай-городе было три гостиных двора: Старый, Новый и Персидский.
Новый гостиный двор был построен в 1662 году. Это было двухэтажное квадратное в плане здание с площадью внутри. На площади располагалась площадка с весами. Казённые лавки сдавались в оброк за 18 — 25 рублей в год. Оброк поступал в Приказ Большого прихода. В некоторых лавках торговали товарами, принадлежащими царю.
В старом гостином дворе оброк лавок стоил дешевле. В нём торговали оптом мелочными товарами.
В Персидском гостином дворе торговали персидскими товарами. Во дворе располагалось 200 лавок. В начале на Персидском дворе торговали персидскими товарами, которые закупила царская казна. Ими торговали гости и их приказчики, которым была доверена продажа казённого товара.
На Неглинной находился Шведский гостиный двор. В XVI веке на Сретенской улице располагались Армянский и Литовский гостиные дворы. На Варварке находился двор Московской компании. Греки торговали в Греческом гостином дворе. На Посольском дворе останавливались купцы, там же они вели торговлю.
Каждому виду товара в Москве были предназначены свои торговые ряды. Неподалёку от Кремля был Охотный ряд, где продавалось продовольствие. Также были ряды: пряничный, птичий, харчевенный, крашенинный, суконный, свечной, коробейный, соляной, медовый, восчаный, домерный (музыкальные инструменты), сурожский (шелковые ткани, восточные товары), житный, овощной и мучный. В первой половине XVII века в Царь-городе находились ряды булочников, мясные ряды (туда же пригоняли скот для убоя), царские кружечные дворы. Сено продавалось на специальных площадках. Торговля сеном называлась сенное трушенье.
На берегу Москвы реки находился рыбный рынок. Главный рынок располагался на Красной площади. У Кремля мелочные торговцы торговали в шалашах, на скамьях, рундуках, прилавках, полках. Фёдор Алексеевич приказал убрать эту неорганизованную торговлю. У главного рынка на Красной площади располагалось около 200 кабаков (в конце XVII века). Они специализировались на разных напитках: мёд, иностранные вина и т. д.
Базары в Москве проходили по средам и пятницам. Летом у Василия Блаженного, зимой — на льду реки. Вдоль реки располагались ещё несколько рынков: хлебный, сенной, лесной, на конской площадке продавались лошади. На Ивановской площади торговали людьми: пленниками, крепостными; купчие крепости писали площадные подьячие.
Многие торговали в разнос. Торговый устав 1667 года запретил торговать как-либо, кроме установленных рядов и лавок. Но это правило строго не соблюдалось.

### Налоги на розничную торговлю
Со всех розничных торговцев, как и с лавок, собирался оброк. Оброк собирал целовальник, который приход денег записывал в специальные оброчные книги. В некоторых случаях вместо целовальника оброк собирали служилые люди под присмотром целовальника. Оброк сдавался в съезжую избу.

## Оптовая торговля
Оптовая торговля совершалась в гостиных дворах и на ярмарках. Торговля, как правило, меновая.

### Ярмарки
В Пскове дважды в год проводились беспошлинные ярмарки для иностранцев. При торговле с иностранцами минимум 30 % от суммы сделки должны были быть получены ефимками. Их русский продавец должен был сдать в денежный двор для обмена на русскую монету.
Ярмарки и рынки назывались торг и торжок. Торги ежегодные, еженедельные и ежедневные. Правительство выдавало разрешение на организацию торга, определяло его место. Начало торгов часто совмещалось с религиозным праздником. В 1682 году было запрещено торговать по воскресеньям.
Крупные ярмарки:
- Кирилло-Белозерского монастыря — три раза в год;
- Ярмарка близ Александросвирской пустыни;
- В Тихвине — зимой, XVII век;
- Устюжна-Железнопольская ярмарка — XVI век. Металлы, корабельные принадлежности;
- Весьегонская ярмарка — в 1563 году передана в ведение Симонова монастыря. Продовольствие;
- Каргополь, Черкасов — соль, ворвань;
- Макарьевская ярмарка — июль. Михаил Фёдорович даровал все пошлины, собираемые на ярмарке, монастырю Макария Желтоводского;
- Свенская ярмарка — XVII век, под Брянском.

В XVII веке крупным торговым центром стал Нижний Новгород. В городе собирались товары из Европы, завезённые из Архангельска, из Сибири, завезённые через Казань и азиатские — из Астрахани.
Часто налоги, собираемые на ярмарке, передавались в пользу ближайшего монастыря на «свечи и ладан, церковные строения». Иногда доходы с торгов передавались в пользу частных лиц, или отдавались на откуп.
Многие монастыри вели самостоятельную торговлю. Часто они получали от царя тарханную грамоту, дающую право на беспошлинную торговлю. Монастыри чаще всего торговали солью. Например, Соловецкий монастырь, владевший соляными промыслами, имел право ежегодно продавать без уплаты пошлин до 130 тысяч пудов соли. В монастырях торговлей занимались старцы, нанятые купчины и монастырские слуги. Монастырям запретили заниматься оптовой торговлей в 1667 году; им оставили право торговать предметами собственного рукоделия с разрешения игумена.
С началом торга или рынка выстраивались временные кабаки.

## Доставка товаров
Доставляли товары летом преимущественно по рекам, зимой на санях. На разных реках требовались суда разного размера, поэтому в местах впадения одной реки в другую возникали плотбища. На плотбищах строили корабли. В таких местах свои подворья имели купцы и торгующие монастыри.
В случае кораблекрушений воеводам предписывалось разыскивать товары и возвращать их владельцам с удержанием десятой выти (10 % сбора).
Пристани назывались пристанища. При выгрузке груза на пристанище владельцу земли, на которой она находилась, выплачивалась заранее установленная сумма.

## Торговые люди
Гости, гостиная сотня, суконная сотня, чёрная сотня, посадские люди.